# 古豬獸
古豬獸（Archaeotherium），又名古巨豬，是已滅絕的巨豬科動物，在美國北達科他州、南達科他州、內布拉斯加州及懷俄明州發現。牠們是野豬及其他有蹄類的親屬。牠們的外觀可能像大型及有獠牙的野豬，頭部兩側會有腫塊。
古豬獸最大的物種A. mortoni富攻擊性，體型如牛般大，是頂級掠食者。在一些犀牛顎骨及其他哺乳動物骨頭上發現了一些牙印，符合A. mortoni的犬齒。
在北達科他州的Toadstool Geologic Park就發現了一頭正向前行的副跑犀化石，突然停止並看著一頭古豬獸迎面而來。
從懷俄明州恐龍中心發現的證據，顯示古豬獸像現今的肉食性動物般，會收藏食物。發現的食物骨頭主要是來自先獸。
古豬獸首先是由約瑟夫·萊迪（Joseph Leidy）於1850年描述的。